# El Propagador de la libertad
El Propagador de la Libertad fue una publicación política en castellano publicada en Barcelona entre octubre de 1835 y mediados de 1838. No tuvo una periodicidad fija aunque en general salía un cuaderno cada mes. El redactor jefe era Francesc Raüll. La revista fue impresa en la imprenta Jacinto Verdaguer hasta 1836 y a continuación se pasó a imprimir en la de Ignasi Estivilll. Cada cuaderno tenía unas 30-40 páginas y unas dimensiones de 23 cm.

## Temas y colaboradores
La revista llevaba por subtítulo «El que escribe siembra, el que lee recoge» y se proponía difundir entre la gente rural las ideas y las instituciones liberales. Así mismo, quería divulgar nociones de legislación, historia, descubrimientos técnicos y geografía. Además, propagó un cierto socialismo utópico influido por Saint-Simon. Otro tema de la revista fue la literatura y esta revista es una de las pocas muestras que se conservan del Romanticismo liberal catalán. El Propagador de la libertad defendió la función social de la literatura y combatió el clasicismo como movimiento ya superado. Difundió las obras de Alejandro Dumas, Víctor Hugo y Heine.
Los colaboradores de la revista fueron A. Fontcuberta, Pere Mata, F. Altés i Gurena, A. Ribot, Gener i Solanes, Antoni Gironella, J. Eydoux y J. Strozzi. Esta plantilla cambió como consecuencia de los hechos revolucionarios de 1836 ya que muchos de los redactores fueron detenidos y desterrados. Como resultado, A.Fontcuberta, quien utilizaba el sinónimo de Josep Andreu Covert-Spring, se encargó de la dirección de la revista. Algunos de los colaboradores también cambiaron y en esta época encontramos a Pau Piferrer,  Manuel Milà i Fontanals y Joaquim M. Bover.
El objetivo de transmitir las nuevas ideas entre los campesinos no se alcanzó debido al alto nivel cultural de la revista, que la hizo alejarse de este sector de la población. Al final se convirtió en un difusor del Romanticismo literario. El Propagador de la libertad también será una de las revistas literarias, culturales y científicas más importantes de su tiempo debido a sus  conexiones con las corrientes progresistas.